# Retzbach (Niederösterreich)
Retzbach ist eine Gemeinde mit 995 Einwohnern (Stand 1. Jänner 2025) im Bezirk Hollabrunn in Niederösterreich.

## Geografie
Retzbach liegt im Weinviertel in Niederösterreich. Die Fläche der Gemeinde umfasst 18,07 Quadratkilometer. 6,34 Prozent der Fläche sind bewaldet.

### Gemeindegliederung
Das Gemeindegebiet umfasst folgende drei Ortschaften (in Klammern Einwohnerzahl Stand 1. Jänner 2025):
- Mitterretzbach (231)
- Oberretzbach (123)
- Unterretzbach (641) samt Kleinhaugsdorf

Die Gemeinde besteht aus den Katastralgemeinden Mitterretzbach, Oberretzbach und Unterretzbach.
Die Gemeinde gehört zur Kleinregion Retzer Land.

### Nachbargemeinden
|         | Okres Znojmo (CZ)                           |           |
| Hardegg | Kompassrose, die auf Nachbargemeinden zeigt | Haugsdorf |
| Retz    | Pernersdorf                                 |           |

## Geschichte
Von Herbst 1944 bis Mitte April 1945 waren in Mitterretzbach jüdische Zwangsarbeiter aus Ungarn untergebracht. In Oberretzbach wurden im Frühjahr 1945 einundzwanzig Wehrmachtsdeserteure erschossen.
Die ehemaligen Gemeinden Mitterretzbach und Oberretzbach wurden am 1. Jänner 1966 zur neuen Gemeinde Retzbach fusioniert, am 1. Jänner 1970 wurde dann die Gemeinde Unterretzbach eingemeindet.

### Einwohnerentwicklung
Der Anstieg der Bevölkerungszahl zwischen 2001 und 2011 basiert auf einer positiven Wanderungsbilanz, die Geburtenbilanz war in den letzten Jahrzehnten immer negativ.
| Retzbach: Einwohnerzahlen von 1869 bis 2025         | Retzbach: Einwohnerzahlen von 1869 bis 2025 | Retzbach: Einwohnerzahlen von 1869 bis 2025 | Retzbach: Einwohnerzahlen von 1869 bis 2025 | Retzbach: Einwohnerzahlen von 1869 bis 2025 |
| --------------------------------------------------- | ------------------------------------------- | ------------------------------------------- | ------------------------------------------- | ------------------------------------------- |
| Jahr                                                |                                             |                                             |                                             | Einwohner                                   |
| 1869                                                | 1869                                        |                                             | 2.298                                       | 2.298                                       |
| 1880                                                | 1880                                        |                                             | 2.417                                       | 2.417                                       |
| 1890                                                | 1890                                        |                                             | 2.356                                       | 2.356                                       |
| 1900                                                | 1900                                        |                                             | 2.337                                       | 2.337                                       |
| 1910                                                | 1910                                        |                                             | 2.208                                       | 2.208                                       |
| 1923                                                | 1923                                        |                                             | 2.075                                       | 2.075                                       |
| 1934                                                | 1934                                        |                                             | 2.086                                       | 2.086                                       |
| 1939                                                | 1939                                        |                                             | 2.074                                       | 2.074                                       |
| 1951                                                | 1951                                        |                                             | 2.056                                       | 2.056                                       |
| 1961                                                | 1961                                        |                                             | 1.610                                       | 1.610                                       |
| 1971                                                | 1971                                        |                                             | 1.430                                       | 1.430                                       |
| 1981                                                | 1981                                        |                                             | 1.202                                       | 1.202                                       |
| 1991                                                | 1991                                        |                                             | 1.101                                       | 1.101                                       |
| 2001                                                | 2001                                        |                                             | 1.038                                       | 1.038                                       |
| 2011                                                | 2011                                        |                                             | 1.054                                       | 1.054                                       |
| 2021                                                | 2021                                        |                                             | 998                                         | 998                                         |
| 2025                                                | 2025                                        |                                             | 995                                         | 995                                         |
| Quelle(n): Statistik Austria, Gebietsstand 1.1.2021 |                                             |                                             |                                             |                                             |

## Kultur und Sehenswürdigkeiten

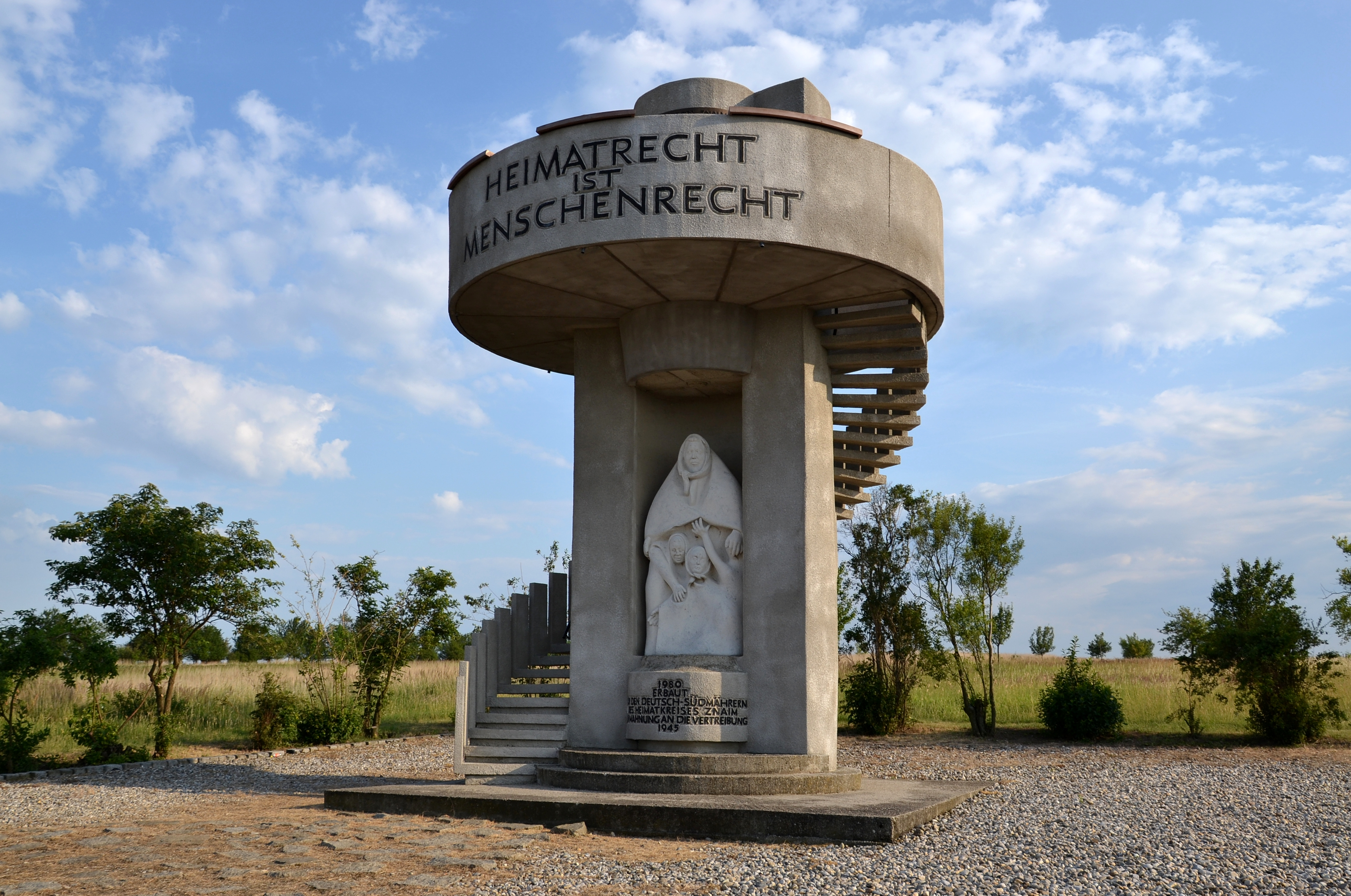
Südmähren Warte

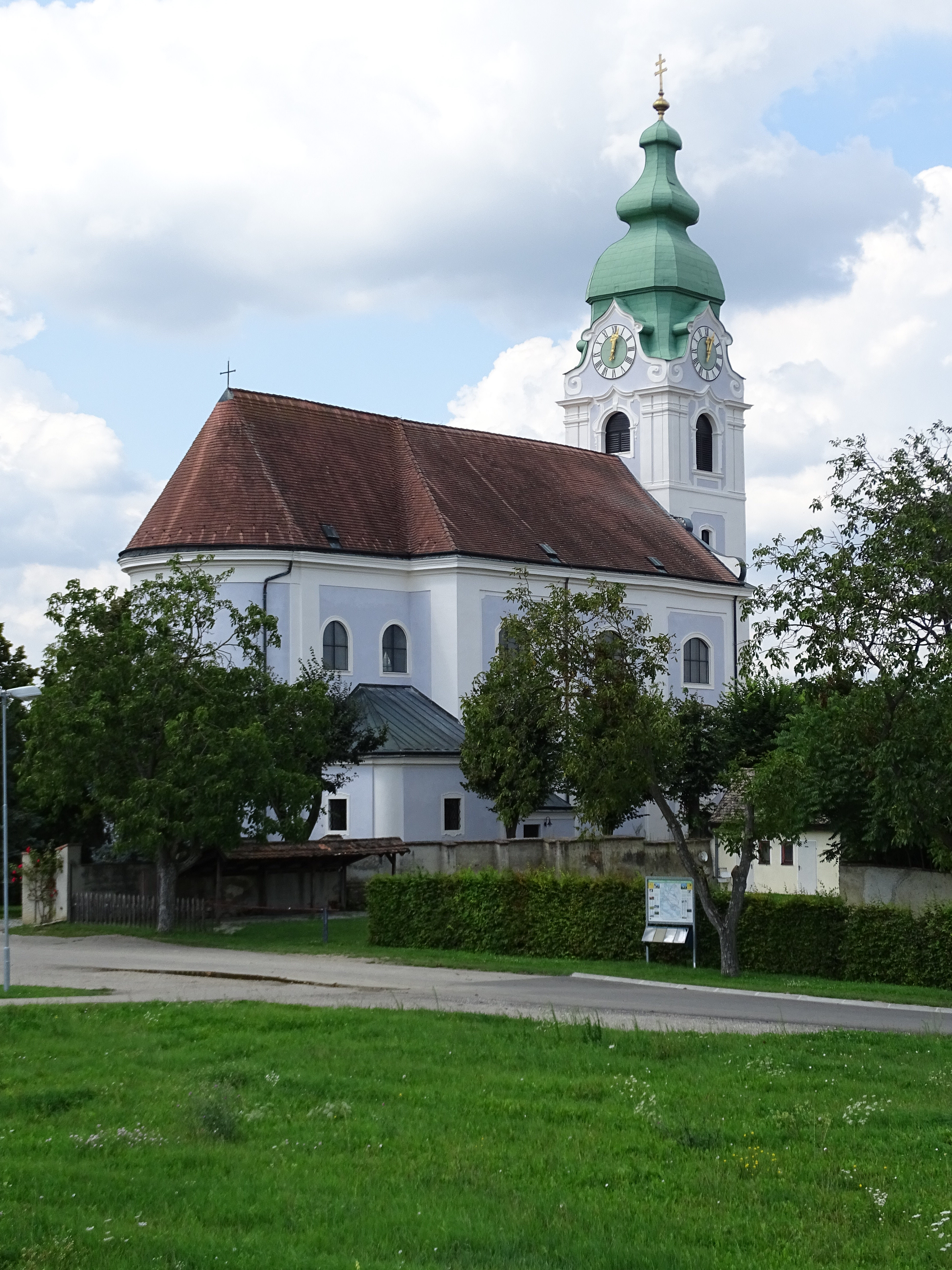
Pfarrkirche Unterretzbach

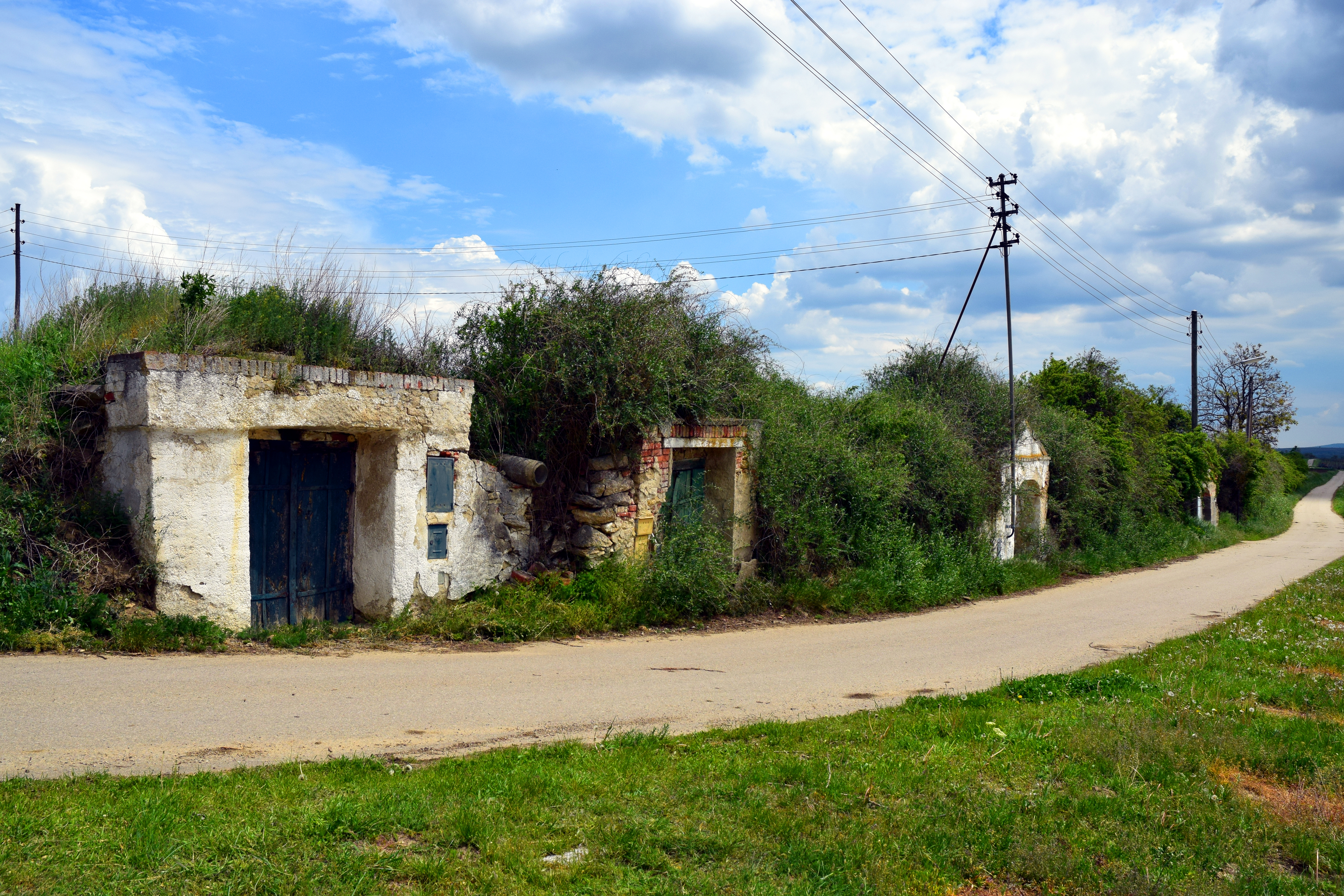
Kellergasse Gstößen in Mitterretzbach

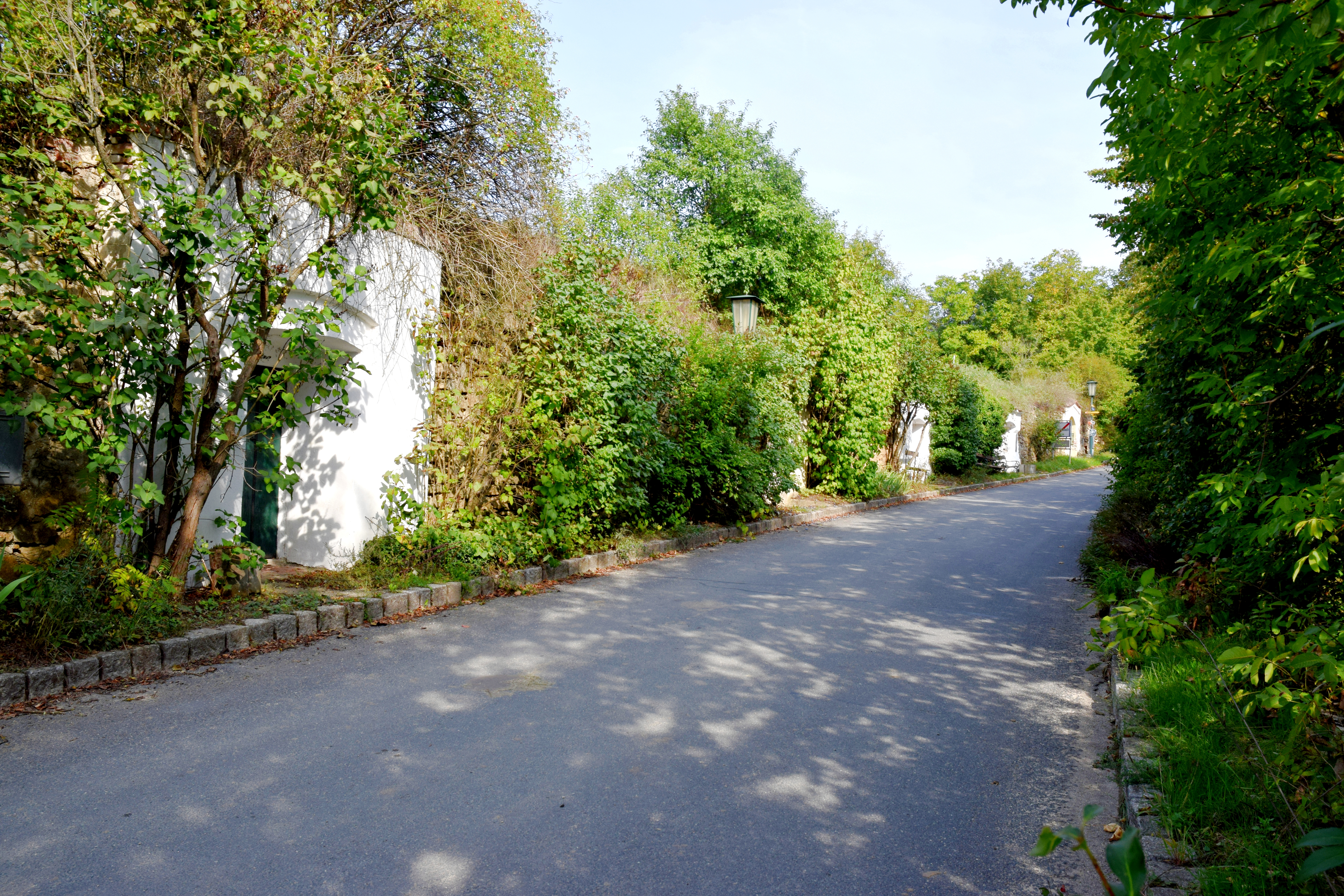
Kellergasse Niederfladnitzer in Oberretzbach

- Katholische Pfarrkirche Unterretzbach hl. Jakobus der Ältere
- Katholische Pfarrkirche Mitterretzbach hl. Margaretha
- Heiliger Stein in Mitterretzbach
- Südmähren Warte: Denkmal der heimatvertriebenen Südmährer aus dem Bezirk Znaim mit der Inschrift „Heimatrecht ist Menschenrecht“ und einer Aussichtswarte mit Blick auf das ehemalige Deutsch-Südmähren; Standort: bei Unterretzbach (Straßenabzweigung von der E59 / B303 ca. 1,5 km vor dem Grenzübergang), errichtet 1980, vollendet 1985.
- Kürbisfest im Retzer Land (Veranstaltungsort Unterretzbach)

## Wirtschaft und Infrastruktur
Im Jahr 2010 gab es in Retzbach 77 land- und forstwirtschaftliche Betriebe. Davon waren 43 Haupterwerbsbetriebe, die über 90 Prozent der Fläche bewirtschafteten. Der Produktionssektor beschäftigte in zehn Betrieben 44 Arbeitnehmer, hauptsächlich im Bau und mit der Herstellung von Waren. Im Dienstleistungssektor gaben 37 Betriebe 70 Menschen Arbeit.

## Politik

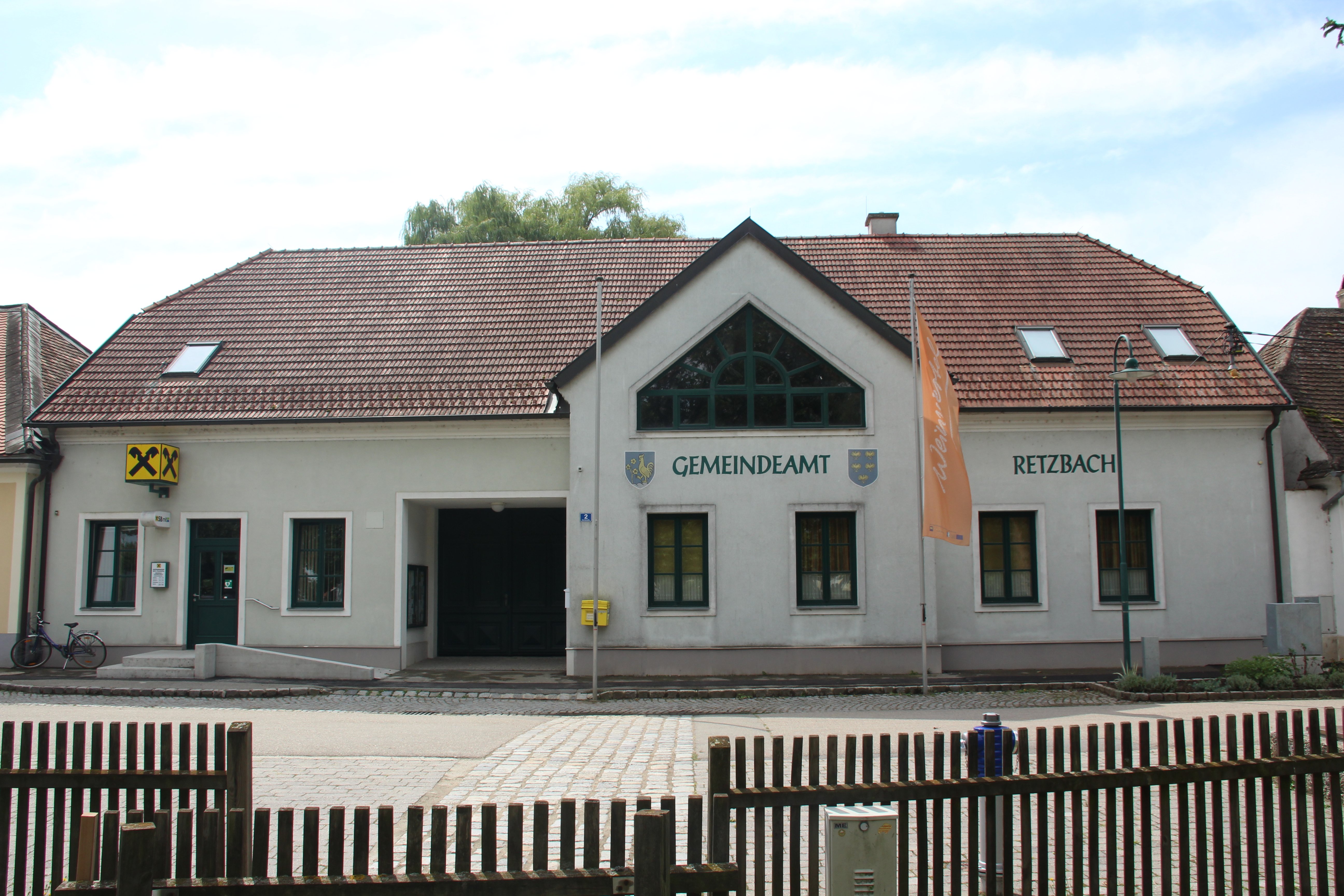
Gemeindeamt

### Gemeinderat
Der Gemeinderat hatte 19 Mitglieder und hat 15 Mitglieder ab 2025.
- Nach den Gemeinderatswahlen in Niederösterreich 1990 hatte der Gemeinderat folgende Verteilung: 14 ÖVP und 5 SPÖ.
- Nach den Gemeinderatswahlen in Niederösterreich 1995 hatte der Gemeinderat folgende Verteilung: 15 ÖVP und 4 SPÖ.[8]
- Nach den Gemeinderatswahlen in Niederösterreich 2000 hatte der Gemeinderat folgende Verteilung: 14 ÖVP und 5 SPÖ.[9]
- Nach den Gemeinderatswahlen in Niederösterreich 2005 hatte der Gemeinderat folgende Verteilung: 15 ÖVP und 4 SPÖ.[10]
- Nach den Gemeinderatswahlen in Niederösterreich 2010 hatte der Gemeinderat folgende Verteilung: 14 ÖVP und 5 SPÖ.[11]
- Nach den Gemeinderatswahlen in Niederösterreich 2015 hatte der Gemeinderat folgende Verteilung: 14 ÖVP und 5 SPÖ.[12]
- Nach den Gemeinderatswahlen in Niederösterreich 2020 hatte der Gemeinderat folgende Verteilung: 15 ÖVP, 3 SPÖ und 1 FPÖ.[13]
- Nach den Gemeinderatswahlen in Niederösterreich 2025 hat der Gemeinderat folgende Verteilung: 10 ÖVP, 3 SPÖ und 2 FPÖ.[14]

### Bürgermeister
- 2002–2024 Manfred Nigl (ÖVP)[15]
- seit 2024 Roland Toifl (ÖVP)

### Wappen
Die Gemeinde führt folgendes Wappen: In einem blauen Feld ein silberner Dreiberg, aus dem eine rechtsstehende, dreiblütige fünfblättrige goldene Blume emporwächst, die von einem rechtsgewendeten goldenen Hahn begleitet wird.

## Persönlichkeiten
- Johann Michael Flor (* 1708; † nach 1770), Stuckateur
- Ferdinand Piringer (1780–1829), Geiger, Dirigent und Freund Ludwig van Beethovens wurde am 18. Oktober 1780 in Unterretzbach geboren
- Engelbert Bayer (1895–1952), in Oberretzbach geborener Wirtschaftsbesitzer, Politiker und Abgeordneter zum Landtag von Niederösterreich
- Friedrich Schleinzer (* 1948), Pastoraltheologe
- Erich Landsteiner (* 1961), Historiker und Universitätsprofessor